# Ruderclub Lochau am Bodensee
Der Ruderclub Lochau (RC Lochau, LOC) aus Lochau am Bodensee wurde im Jahre 1997 gegründet. Dieser Ruderclub ist einer von zwei Ruderclubs in Vorarlberg und gehört zum Österreichischen Ruderverband (ÖRV). 
Der Verein ging 1997 durch Abspaltung vom Ruderverein Wiking Bregenz hervor. Im Jahr 2004 fusionierte die Rennsportabteilung wieder mit dem RV Wiking. In sieben Jahren hatten die Ruderer des RC Lochau 36 Staatsmeistertitel gewonnen. Bei mehreren WM-, U23-WM- und Junioren-WM-Teilnahmen holten sie insgesamt vier Medaillen durch Martina Mießgang und Bernd Feuerstein. Auslöser für die Wiedervereinigung mit dem RV Wiking Bregenz war, dass der RC Lochau ein Gebäude für die Unterbringung der teuren Rennboote erbauen wollte, jedoch in Lochau keinen Baugrund fand. Der Verein besteht weiterhin mit Angeboten des Freizeitsports und für die Jugend.

## Vereinswappen und Vereinsfarben
Die offiziellen Vereinsfarben des RC Lochau sind aufgrund der Gemeindefarben der Gemeinde Lochau Blau-Weiß. Das Vereinswappen ist eine Eichel.

## Bekannte Sportler
- Monika Felizeter[2]
  - 8. Platz bei den Ruder-Weltmeisterschaften 2003 im Leichtgewichts-Doppelvierer
  - 10. Platz bei den Ruder-Weltmeisterschaften 2001 im Leichtgewichts-Doppelvierer
  - 6. Platz bei den Ruder-Weltmeisterschaften 2000 im Leichtgewichts-Doppelvierer
- Martina Mießgang[3]
  - 8. Platz bei den Ruder-Weltmeisterschaften 2003 im Leichtgewichts-Doppelvierer
  - 18. Platz bei den Ruder-Weltmeisterschaften 2002 im Leichtgewichts-Doppelzweier
  - 10. Platz bei den Ruder-Weltmeisterschaften 2001 im Leichtgewichts-Doppelzweier
- Thomas Böhler[4]
  - 7. Platz bei den Ruder-Weltmeisterschaften 1997 im Leichtgewichts-Doppelvierer